# Parudenus falklandicus
Parudenus falklandicus is een rechtvleugelig insect uit de familie grottensprinkhanen (Rhaphidophoridae). De wetenschappelijke naam van deze soort werd voor het eerst geldig gepubliceerd in 1910 door Günther Enderlein.